# Toonstruck
Toonstruck – przygodowa gra komputerowa wydana przez Virgin Interactive. Gra opowiada o rysowniku Drew Blancu, który ma na celu stworzyć w ciągu jednej nocy grupkę postaci, dla pokazu dla dzieci. Kiedy zasypia uruchamia się telewizor i wciąga rysownika, przenosząc go do świata postaci, których stworzył. Celem gry jest znalezienie 11 elementów, które utworzą maszynę odwracającą zniszczenia. W grze są trzy krainy. Drew Blanc jest jedyną prawdziwą postacią w grze, przedstawiana przez Christophera Lloyda. Premiera gry była 31 października 1996, a rok później powstała polska wersja tej gry. Platformą do gry jest Microsoft Windows i DOS. Wymagania sprzętowe: procesor 486, 16MB RAM, SVGA.